# A Passage to India (boek)
A Passage to India is een roman geschreven door de Engelse auteur E.M. Forster en gepubliceerd in 1924. Het is het laatste boek dat Forster tijdens zijn leven publiceerde. Het verhaal speelt zich af tegen de achtergrond van het Brits-Indië en de Indiase onafhankelijkheidsbeweging in de jaren twintig. Het boek volgt de interacties en relaties tussen vier hoofdpersonages: Dr. Aziz, zijn Britse vriend Mr. Cyril Fielding, Mrs. Moore en Miss Adela Quested.
Het plot ontvouwt zich rond een incident tijdens een reis naar de fictieve Marabar-grotten, waar Adela denkt dat ze alleen is met Dr. Aziz in een grot. Dit leidt tot beschuldigingen van een poging tot aanranding, wat de spanningen tussen Indiërs en Britten tijdens het koloniale tijdperk verder aanwakkert. Het boek verkent thema's van racisme, vooroordelen en culturele conflicten, en het wordt beschouwd als een kritische reflectie op de koloniale verhoudingen tussen de Britten en de Indiase bevolking.
Het boek wordt tegenwoordig vaak met een kritische lens bekeken vanwege zijn imperialistische blik op India. Het werd in 1984 verfilmd door David Lean.

## Externe Links
- A Passage to India